# ワダ・パーヴ
ワダ・パーヴ (Vada pav)、ないし、バダパヴ、ワダパヴ、ワダパウ、ワダパオ（wada pao、 発音）は、マハーラーシュトラ州に由来するベジタリアン（菜食主義）向けのファーストフードである。この料理は、ポテトの団子の揚げ物を、ほぼ半分にスライスしたパーヴ (pav) と称されるパンのバンズで挟むものである。通常は、1種類以上のチャツネと青唐辛子を1本添えて供される。元々は、ムンバイの街頭で安く売っていたものが発祥であるが、いまではインド各地の屋台のみならず、レストランでも提供されている。また、ボンベイ・バーガー (Bombay burger) という呼び方もあり、その起源とともに、ハンバーガーと姿が似ていることを伝えている。
マハーラーシュトラ州ではワダ・パーヴは人気のあるスナックで、マラーター文化の一部であるともいわれる。

## 語源
マラーティー語で、文字通りの「ポテトの揚げ物」は「バタタ・バーダ (Batata vada)」という。これは「ポテト (potato)」にあたる「バタタ (batata)」と、風味のある揚げ物のスナックである「バーダ (vada)」を繋げた言葉である。一方、「パーヴ (pav)」は、ポルトガル語でパンを意味する「パン (pão)」に由来する。

## 歴史
ワダ・パーヴの起源について、最も広まっている説は、ムンバイ中心部の往時に工場が集まっていた地区で発明されたというものである。ダダールのアショク・ヴァイディヤ (Ashok Vaidya) なる人物が、1966年にダダール駅の前でワダ・パーヴの屋台を始めたのが最初だとされることが多い:34。最初期のワダ・パーヴを売るキオスクは、カリヤーンの「キドキ・ワダ・パーヴ (Khidki Vada Pav) だとされている。この店は、1960年代の遅い時期にワゼ家 (the Vaze family) が始めたもので、キオスクを構える以前には道路に面した自宅の「窓」、すなわち「キドキ」から自家製のワダ・パーヴを客に渡していたことが店の名称の由来である。
この炭水化物の多いスナックは、ギランガオンと通称される地区の工場労働者たちに供された。ロールパンである「パーヴ (pav)」に挟まれたポテトの団子 (batata vada) は、ギランガオンでたちまち評判となった。手早く作れ、安い（1971年当時の価格は、10-15 パイサ）上、混み合った列車の中でも食べることができない「バタタ・バジ (batata bhaji)」と呼ばれるボンベイ・ポテト(batata bhaji)とチャパティのコンボより便利であった。
ワダ・パーヴは、マハーラーシュトラ州に地盤を持つ政党シヴ・セーナーと浅からぬ関係にある。1970年代に織物工場が閉鎖されることをきっかけにムンバイ中心部でストライキを発端とする混乱が生じた。シヴ・セーナーは、この混乱の時期に地元の工場労働者たちの利害を代表する政党として設立された。党首のバール・タークレーは、1960年代にマラーター人たちに起業家となることを呼びかけたが、これはすなわち南インドの人々がウドゥピ料理の店を出すのと同じように、食べ物の屋台を出すことを勧めるものであった。シヴ・セーナーは、物理的にも思想的にも街頭を占拠することを扇動し、近隣住区レベルでのイベントとして「ワダ・パーヴ・サメラン (Vada pav sammelan)」と称する集会を開いたりした:28。この取り組みのテーマはその後も継続され、2009年には「シヴ・ワダ・パーヴ (Shiv vada pav)」が新たに導入された。

## 変種と商業化

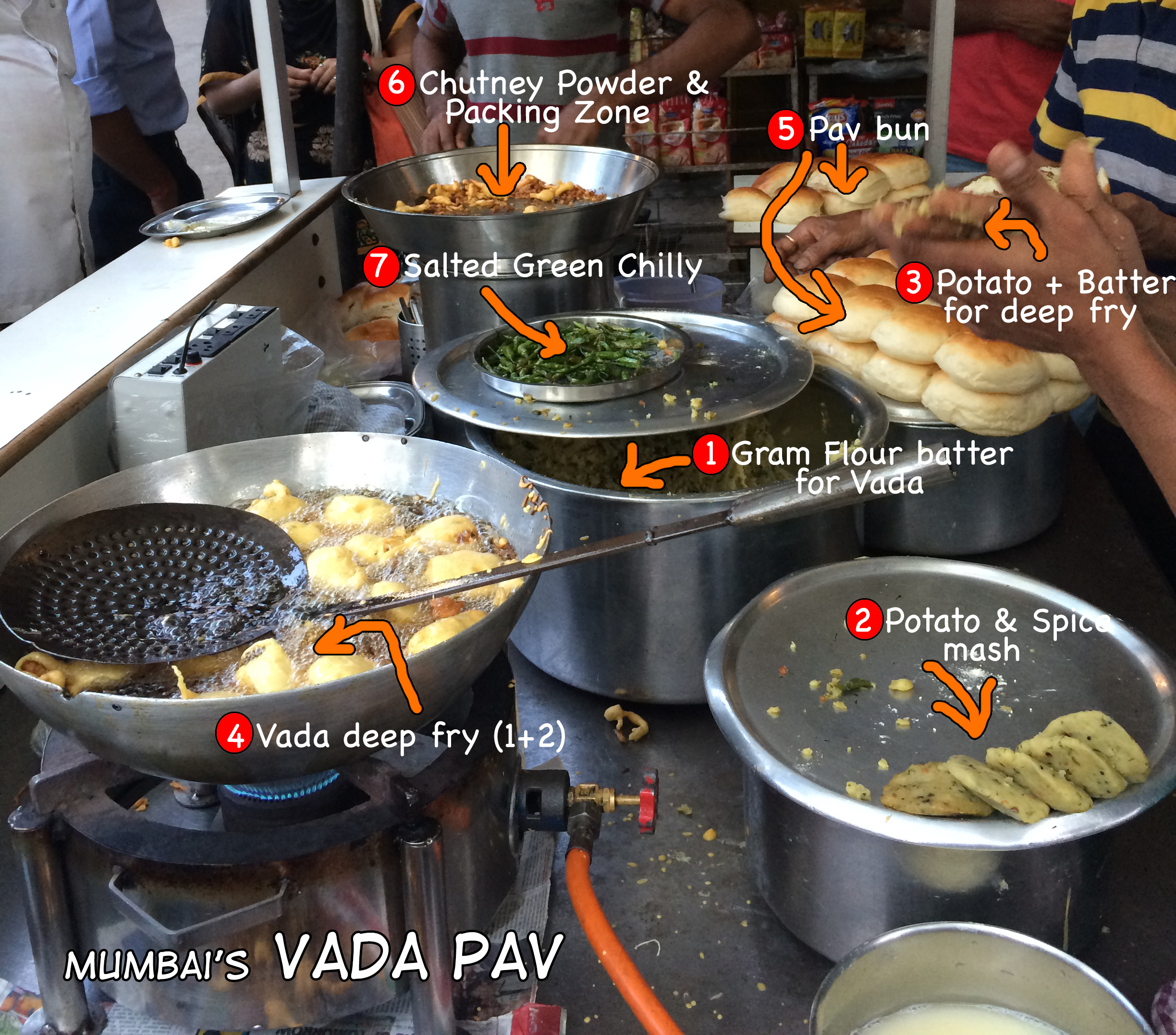
ワダ・パーヴに用いる調味料や材料の説明。

ワダ・パーヴはムンバイだけでも地域ごとに多様なバリエーションがあり、ムルンドの「Kunjvihar Jumbo King」やゴリ・ワダ・パーヴのように、人気の高い大型ファーストフード・レストラン・チェーンでも提供されている。ムンバイの外では、ナーシクにおけるワダ・パーヴの変種「パーヴ・ワダ (pav vada)」 がよく知られている。
毎年、8月23日は、「世界ワダ・パーヴの日 (World Vada Paav Day)」として祝われている。

## 調理
茹でたポテトを潰して、細かく切った青唐辛子やニンニク、マスタードの種、スパイス類（通常は阿魏やウコン/ターメリック）を混ぜる。これを球形の団子にし、グラムフラワー（ひよこ豆粉）をまぶして油で揚げる。揚げた団子をパンのバンズに挟み、1種類以上のチャツネと素揚げした青唐辛子とともに供する。

## ギャラリー
- バタタ・パーヴ 1人前、ワダ・パーヴ 2人前、生の青唐辛子と赤いニンニク風味のチャツネ。
- ワダ・パーヴに青唐辛子、赤いピーナッツ、ガーリック風味のチャツネ、緑のチャツネを添えた食事。
- マイスールのワダ・パーヴとお茶。